# Алити, Фидан
Фидан Алити (алб. Fidan Aliti; 3 октября 1993, Прешево) — косоварский футболист, защитник турецкого клуба «Аланьяспор» и сборной Косова.

## Клубная карьера
Фидан Алити начинал заниматься футболом в швейцарских клубах «Конкордия» и «Олд Бойз», за последний он играл в швейцарской Первой лиге Промоушен. Летом 2013 года Алити перешёл в «Люцерн», где первоначально выступал за молодёжную команду клуба. 8 февраля 2014 года он дебютировал в швейцарской Суперлиге, выйдя на замену в конце гостевого поединка против «Туна».
В сезоне 2015/16 Фидан Алити представлял молдавский «Шериф», а в сезоне 2016/17 — хорватский «Славен Белупо». 31 августа 2017 года он подписал контракт с албанским клубом «Скендербеу».

## Карьера в сборной
31 мая 2014 года Фидан Алити дебютировал в составе сборной Албании в товарищеском матче с командой Румынии, выйдя на замену в конце встречи.
4 ноября 2016 года стало известно о том, что Алити принял решение представлять сборную Косова на международной арене, став таким образом первым её игроком родом из Прешевской долины. 11 июня 2017 года он дебютировал за косоваров в домашнем матче отборочного турнира чемпионата мира 2018 года против команды Турции, выйдя в основном составе.

## Статистика выступлений

### В сборной
| Матчи и голы Фидана Алити за сборную Албании | Матчи и голы Фидана Алити за сборную Албании | Матчи и голы Фидана Алити за сборную Албании | Матчи и голы Фидана Алити за сборную Албании | Матчи и голы Фидана Алити за сборную Албании | Матчи и голы Фидана Алити за сборную Албании | Матчи и голы Фидана Алити за сборную Албании |
| №                                            | Дата                                         | Место проведения                             | Соперник                                     | Счёт                                         | Голы                                         | Соревнование                                 |
| -------------------------------------------- | -------------------------------------------- | -------------------------------------------- | -------------------------------------------- | -------------------------------------------- | -------------------------------------------- | -------------------------------------------- |
| 1                                            | 31 мая 2014                                  | Муниципальный стадион, Ивердон-ле-Бен        | Румыния                                      | 0:1                                          | —                                            | Товарищеский матч                            |
| 2                                            | 8 июня 2014                                  | Олимпийский стадион, Серравалле              | Сан-Марино                                   | 3:0                                          | —                                            | Товарищеский матч                            |

Итого: 2 матча / 0 голов; eu-football.info.
| Матчи и голы Фидана Алити за сборную Косова | Матчи и голы Фидана Алити за сборную Косова | Матчи и голы Фидана Алити за сборную Косова        | Матчи и голы Фидана Алити за сборную Косова | Матчи и голы Фидана Алити за сборную Косова | Матчи и голы Фидана Алити за сборную Косова | Матчи и голы Фидана Алити за сборную Косова |
| №                                           | Дата                                        | Место проведения                                   | Соперник                                    | Счёт                                        | Голы                                        | Соревнование                                |
| ------------------------------------------- | ------------------------------------------- | -------------------------------------------------- | ------------------------------------------- | ------------------------------------------- | ------------------------------------------- | ------------------------------------------- |
| 1                                           | 11 июня 2017                                | Лоро Боричи, Шкодер                                | Турция                                      | 1:4                                         | —                                           | Квалификация ЧМ 2018                        |
| 2                                           | 13 ноября 2017                              | Олимпийский стадион Адем Яшари, Косовска-Митровица | Латвия                                      | 4:3                                         | —                                           | Товарищеский матч                           |
| 16                                          | 24 марта 2018                               | Жан Роллан, Франконвиль                            | Мадагаскар                                  | 1:0                                         | —                                           | Товарищеский матч                           |
| 17                                          | 27 марта 2018                               | Жан Роллан, Франконвиль                            | Буркина-Фасо                                | 2:0                                         | —                                           | Товарищеский матч                           |
| 18                                          | 29 мая 2018                                 | Летцигрунд, Цюрих                                  | Албания                                     | 3:0                                         | —                                           | Товарищеский матч                           |

Итого: 5 матчей / 0 голов; eu-football.info.